# NGC 2919
NGC 2919 је спирална галаксија у сазвежђу Лав која се налази на NGC листи објеката дубоког неба.
Деклинација објекта је + 10° 17' 2" а ректасцензија 9h 34m 47,6s. Привидна величина (магнитуда) објекта NGC 2919 износи 12,9 а фотографска магнитуда 13,7. Налази се на удаљености од 41,335 милиона парсека од Сунца. NGC 2919 је још познат и под ознакама UGC 5102, MCG 2-25-7, CGCG 63-13, IRAS 09321+1030, PGC 27232.